# Basileuterus melanotis
Basileuterus melanotis (лат.) — вид птиц из семейства древесницевых. Подвидов не выделяют.

## Таксономия
Раньше вид считался конспецифичным с Basileuterus tacarcunae и Basileuterus tristriatus.

## Распространение
Ареал простирается от Коста-Рики до западной части Панамы. Живут в лесах горных регионов.

## Описание
Длина тела составляет 13 см. Самец и самка похожи. У взрослых особей охристо-оранжевая центральная полоса «короны» окаймлена с боков длинной широкой чёрной полосой; длинная «бровь» (доходит до затылка) бледно-серовато-белого цвета, спереди с охристым оттенком; кроющие ушей сверху черноватые, бледно-охристо-белое пятно под глазами, кроющие ушей снизу и сзади бледно-желтые. Верхняя сторона тела оливково-серая; горло беловатое, низ бледно-оливково-охристого цвета, наиболее яркий (желтоватый) оттенок на брюшке, оливково-серый на боках и грудке.

### Вокализация
Их песня представляет собой стремительную серию скрипучих щебетаний.

## Биология
Питаются, вероятно, беспозвоночными. Пищу ищут на земле.